# Сан-Педру-де-Риу-Секу
Сан-Педру-де-Риу-Секу (порт. São Pedro de Rio Seco)  —  район (фрегезия) в Португалии,  входит в округ Гуарда. Является составной частью муниципалитета  Алмейда. По старому административному делению входил в провинцию Бейра-Алта. Входит в экономико-статистический  субрегион Бейра-Интериор-Норте, который входит в Центральный регион. Население составляет 202 человека на 2001 год. Занимает площадь 23,52 км².